# Capaciteitstarief
Het capaciteitstarief is een onderdeel van de netbeheerskosten voor het transport van elektriciteit of aardgas, aangerekend door de netbeheerders aan de klanten en dus een onderdeel van hun energiefactuur.

## België
In de Belgische markt voor elektriciteit is het capaciteitstarief in 2023 ingevoerd (alleen in het Vlaams Gewest, niet in de andere gewesten). Het is dit een variabel bedrag, gebaseerd op de hoeveelheid elektriciteit die men tegelijkertijd verbruikt.
Tegelijkertijd verdween het onderscheid tussen dag- en nachttarief, tenminste wat het gedeelte netbeheerskosten betreft. De elektriciteitsleveranciers daarentegen kunnen eventueel nog wel een onderscheid dag-nacht maken op hun gedeelte van de factuur.

## Nederland
In de Nederlandse markt voor elektriciteit en gas is dit een vast bedrag per jaar, gebaseerd op de aansluitcapaciteit van de meter.